# Orconectes longidigitus
Orconectes longidigitus är en kräftdjursart som först beskrevs av Faxon 1898.  Orconectes longidigitus ingår i släktet Orconectes och familjen Cambaridae. IUCN kategoriserar arten globalt som livskraftig. Inga underarter finns listade i Catalogue of Life.